# Stanhopeinae
Sous-tribu
Les Stanhopeinae sont une sous-tribu de plantes de la famille des orchidées.

## Description
Les sous-tribus au sens strict ont des viscidies et des stipes fins et en forme de sangles, ils sont adaptés pour être attachés au bord du scutellum de l'abeille ou à une jambe. Les pseudobulbes sont généralement côtelés / à quatre angles ou aplatis. Les feuilles sont généralement plus épaisses que les Coeliopsidinae. Les racines sont lisses, sans poils proéminents. Le pied de colonne manque ou n'est pas distinct. Les fleurs non pollinisées s'abscissent rapidement et tombent de l'inflorescence, contrairement aux membres de Coeliopsidinae qui comprennent Coeliopsis, Lycomormium et Peristeria. Stanhopeinae et Coeliopsidinae sont maintenant considérés comme des sous-tribus sœurs étroitement apparentées.
Toutes les espèces de cette sous-tribu sont exclusivement pollinisées par les abeilles euglossines mâles, qui sont attirées par les parfums floraux, et les collectent. Une espèce d'orchidées peut attirer une seule ou plusieurs espèces d'abeilles parmi les dizaines d'espèces présentes dans son habitat.

## Liste des genres
Selon NCBI (17 juin 2023) :
- genre Acineta Lindl., 1843
- genre Braemia Jenny, 1985
- genre Cirrhaea Lindl., 1825
- genre Coryanthes Hook., 1831
- genre Embreea Dodson, 1980
- genre Gongora Ruiz & Pav., 1794
- genre Horichia Jenny, 1981
- genre Houlletia Brongn., 1841
- genre Kegeliella Mansf., 1934
- genre Lacaena Lindl., 1843
- genre Lueckelia Jenny, 1999
- genre Lueddemannia Linden & Rchb.f., 1854
- genre Paphinia Lindl., 1843
- genre Polycycnis Rchb.f., 1855
- genre Schlimmia Planch. & Linden, 1852
- genre Sievekingia Rchb.f., 1871
- genre Soterosanthus F.Lehm. ex Jenny, 1986
- genre Stanhopea J.Frost ex Hook., 1829
- genre Trevoria Lehm.,1897
- genre Vasqueziella Dodson, 1982

## Classification
Au sein des Stanhopeinae, les membres peuvent être regroupés en six clades en fonction des traits morphologiques et de l'analyse moléculaire.
- Clade Braemia : Braemia
- Clade Gongora : Cirrhaea et Gongora
- Clade Acineta : Acineta, Lacaena, Luddemannia et Vasqueziella
- Clade Polycycnis : Kegeliella, Polycycnis et Soterosanthus
- Clade Stanhopea : Coryanthes, Embreea, Stanhopea et Sievekingia
- Clade Houlletia : Horichia, Houlletia, Jennyella, Paphinia, Schlimmia et Trevoria

Le genre Archivea n'est connu que par une aquarelle de T. Duncanson dans les archives de l'herbier des Jardins botaniques royaux de Kew. Aucun spécimen pressé ou matériel vivant n'est connu, il ne peut donc pas être regroupé dans un clade spécifique.